# شالون-سور-سون
شهر شالون-سور-سون (به فرانسوی: Chalon-sur-Saône) در شهرستان سون-ا-لوآر در ناحیه بورگوین با جمعیت ۴۶٬۵۳۴ نفر در کشور فرانسه واقع شده‌است.